# Río Guadarrama

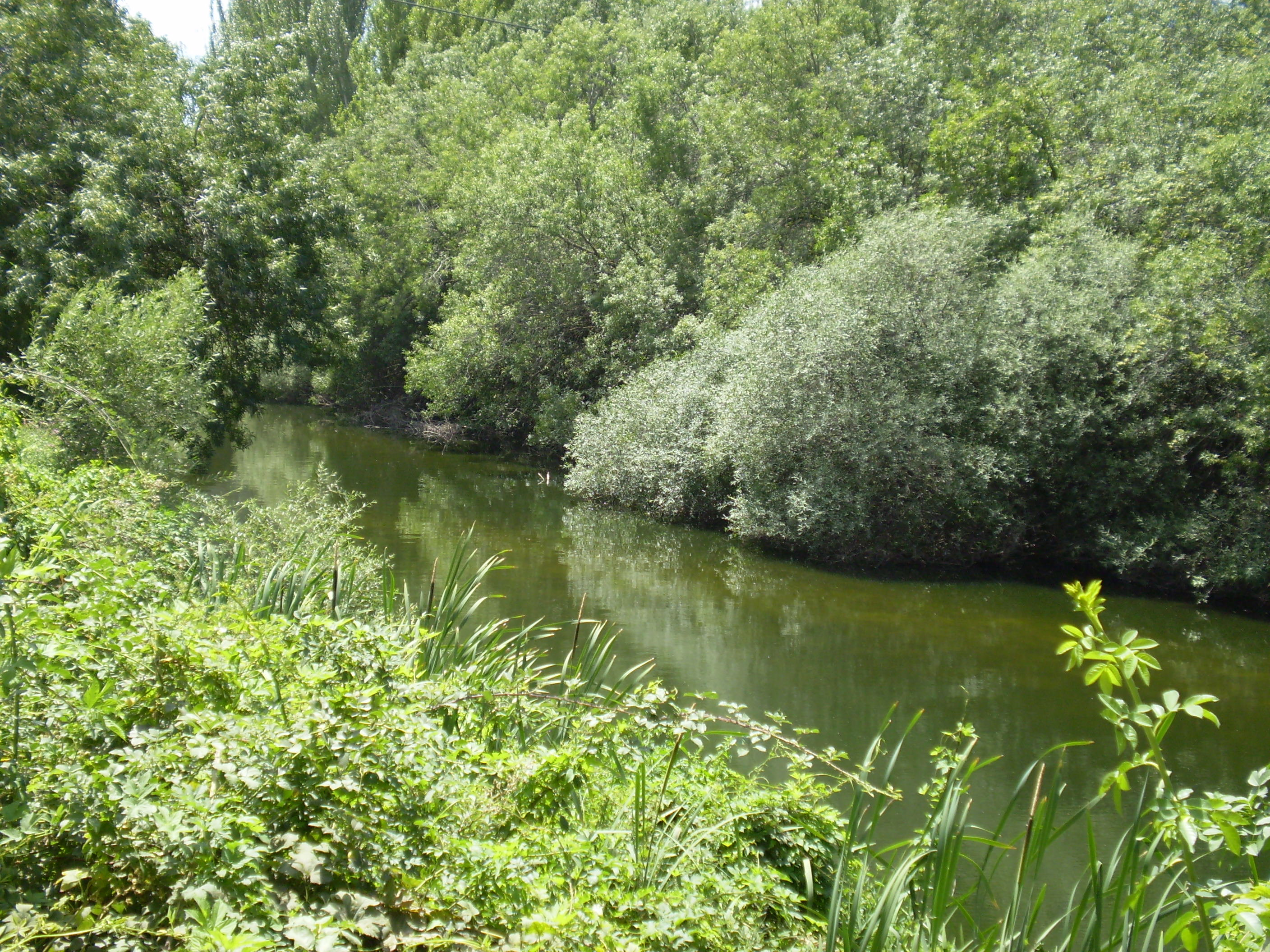
Remanso del río Guadarrama en Torrelodones (Madrid).

El Guadarrama es un afluente del Tajo que nace en la Comunidad de Madrid (España), a la que atraviesa en sus cursos alto y medio. Surca en su curso bajo la provincia de Toledo, donde desemboca después de recorrer 131,8 kilómetros. Tiene su origen en el valle de la Fuenfría, a unos 1900 m de altitud, dentro del término municipal de Cercedilla (Madrid), en la ladera sur de la sierra de Guadarrama (sistema Central). Recorre ambas provincias en un trazado muy ajustado a la vertical norte-sur. 
Su curso medio se encuentra protegido dentro del parque regional del Curso medio del río Guadarrama y su entorno, uno de los tres parques regionales de la Comunidad de Madrid. La superficie de su cuenca es de 1708 km² y en ella se encuentra el Aulencia —que discurre íntegramente por la provincia de Madrid. Este es su principal afluente y surte de aguas al embalse de Valmayor, el tercero de mayor capacidad de la provincia de Madrid. Los restantes afluentes son arroyos y riachuelos de corto recorrido.

## Origen del nombre
El término guadarrama, según algunos etimologistas, deriva de la expresión árabe  وادي الرّمل = Wādī-r-Raml, guadiarrámel, que se traduciría al castellano como río del arenal. Según esta teoría, el río Guadarrama daría nombre a la sierra y al pueblo homónimos y, por extensión, al puerto próximo a este municipio, así como al túnel ferroviario por el que pasa el AVE. También prestaría su nombre al mineral conocido como guadarramita, variedad de la ilmenita.
La hipótesis que atribuye un origen árabe al nombre guadarrama es la más aceptada. Pese a ello, algunos investigadores sostienen que la palabra proviene del latín. Según este planteamiento, el término no sería originario del río, sino de la sierra. La expresión aquae divergia (sustituida más adelante por el neologismo aquae dīrāma —dispersión de agua, separación de agua—) era utilizada por los romanos para nombrar los puntos divisorios de las aguas y, en el caso concreto de la sierra de Guadarrama, para marcar el límite de los ríos que vertían bien al Duero, bien al Tajo. Por aproximación fonética al árabe, el término latino derivó en guadarrama.
A favor de este argumento se encuentra la existencia de varios cerros y altozanos que llevan la palabra guadarrama o guarrama en diferentes puntos de la península ibérica. Más concluyente es el hecho de que la montaña de la Bola del Mundo, una de las más altas de la sierra de Guadarrama, era conocida antaño como Gran Guarrama y, posteriormente, como Alto de Guarramillas, topónimos que también están presentes en otros lugares de la sierra. 
Además, la palabra guadarrama identificaba antiguamente a cuatro ríos: al actual Guadarrama, al Manzanares y a las cabeceras del Lozoya y del Eresma. Con ello, cabe deducir que fueron las cumbres (las aquae dīrāma) las que originariamente fueron designadas con tal vocablo. Para evitar confusiones, al primer río se le denominaba Guadarrama de Calatalia (nombre cristiano del poblado árabe Calatalifa —en el término de Villaviciosa de Odón—, por donde pasaba esta corriente) y al segundo Guadarrama de Mayrit o Maydrit. Con respecto al tercero y al cuarto, se utilizaba un diminutivo que evitaba cualquier equivocación (Guadarramillas o Guarramillas, vocablo que se aplica actualmente a uno de los arroyos que sirven de fuente al Lozoya y al Eresma). 
En un documento de 1275 se dice: «Commo uierten las aguas fazia el río de Guaderrama que pasa por Maydrit e por Guaderrama e Calatalia...». El Fuero de Madrid ratifica la antigua denominación con la que era conocido el Manzanares: «El que matare pescado en el Guadarrama [por el actual Manzanares], desde el día de Pascua del Espíritu Santo o Cincuesma hasta San Martín con asedega o con mandil o manga, peche dos maravedises previa probanza».
Fue en el siglo XVII cuando el río que atraviesa Madrid fue bautizado como Manzanares, a instancias del Ducado del Infantado, que impuso que la corriente que pasaba por uno de sus principales señoríos, el Real de Manzanares, tomara su nombre. El actual Guadarrama quedó en exclusiva con esta denominación.

## Fuente

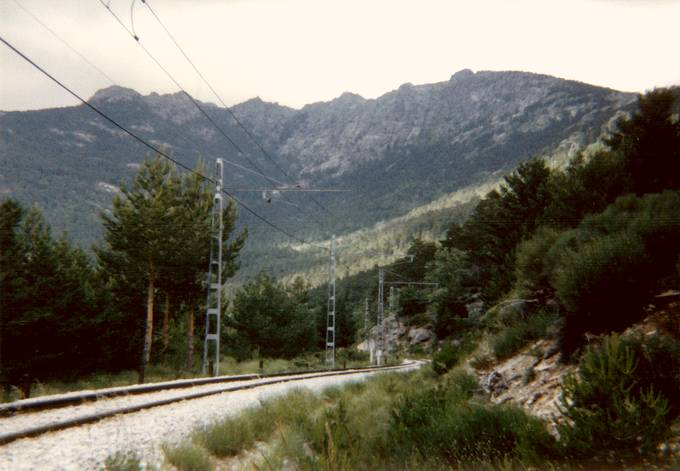
Siete Picos (2138 m), donde nace el arroyo de Matasalgado, que da lugar al río Guadarrama.

Una de las dos fuentes del Guadarrama se sitúa a 1900 m de altitud, a unos 850 m del vértice geodésico de la montaña de Siete Picos (2138 m), en la vertiente meridional de la sierra de Guadarrama, justo en el límite de los municipios madrileños de Cercedilla y Navacerrada. En esta cota, el río aún no es conocido con su nombre, sino como arroyo de Matasalgado (o río Navalmedio). Después de ser apresado en el pequeño embalse de Navalmedio, recorre un tramo de 5,63 km hasta su unión con el arroyo de la Venta.
La segunda fuente que nace en el Puerto de la Fuenfria, en la Fuente de los Acebos. atraviesa el Valle de la Fuenfría, es apresado en el embalse de las Berceas donde pasa cerca de la Calzada Romana de Cercedilla (Madrid). 
La corriente resultante del arroyo de Navalmedio y de la Venta da lugar al Guadarrama, que desde aquí hasta su desembocadura en el Tajo, presenta una longitud de 126,15 km. 
Sin embargo, oficialmente se considera que el recorrido del Guadarrama es de 131,8 km, esto es, la suma de su longitud estricta y la del arroyo de Matasalgado.

## Curso

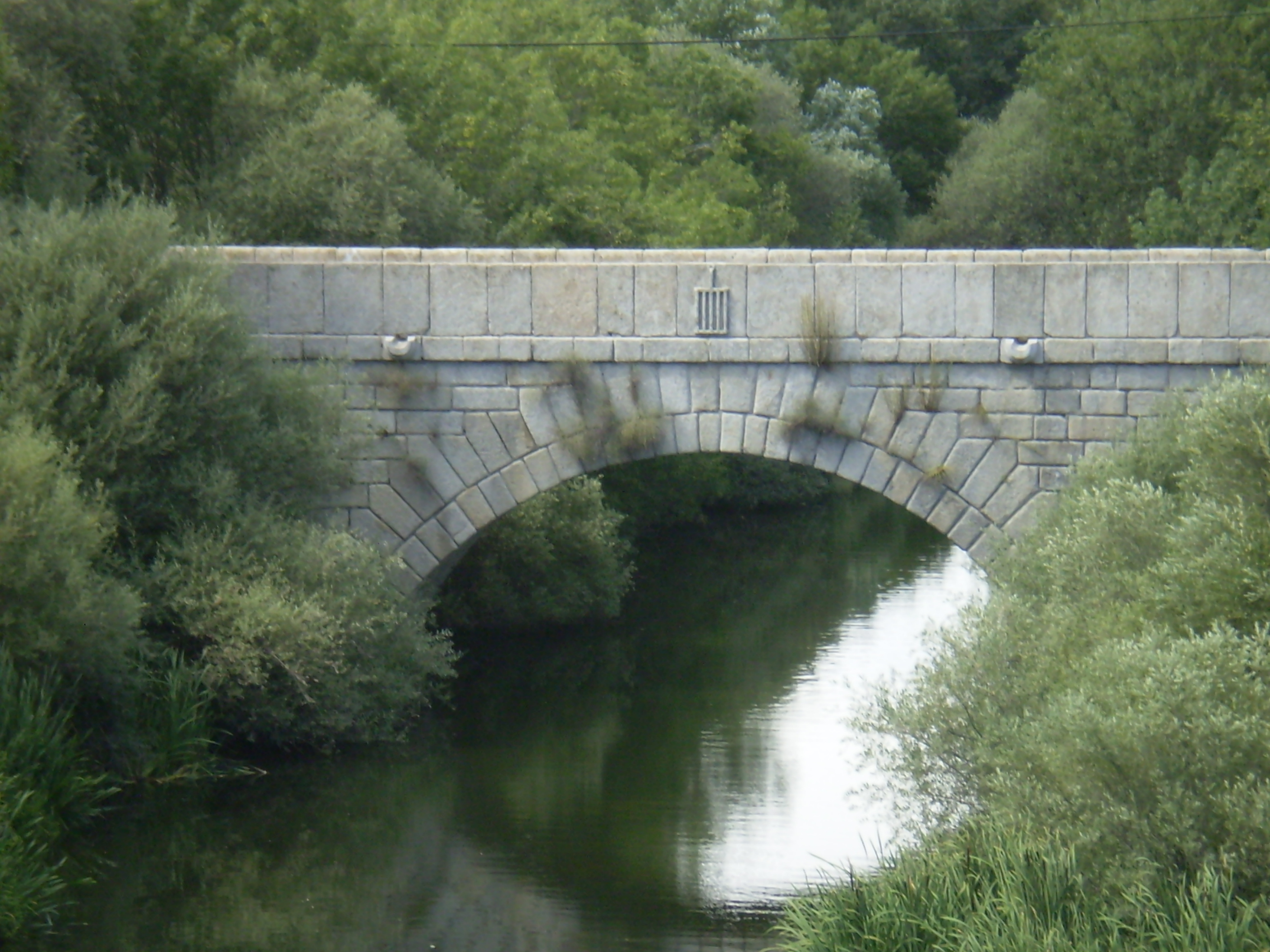
Puente Nuevo sobre el Guadarrama, a su paso por el término municipal de Galapagar (Madrid).

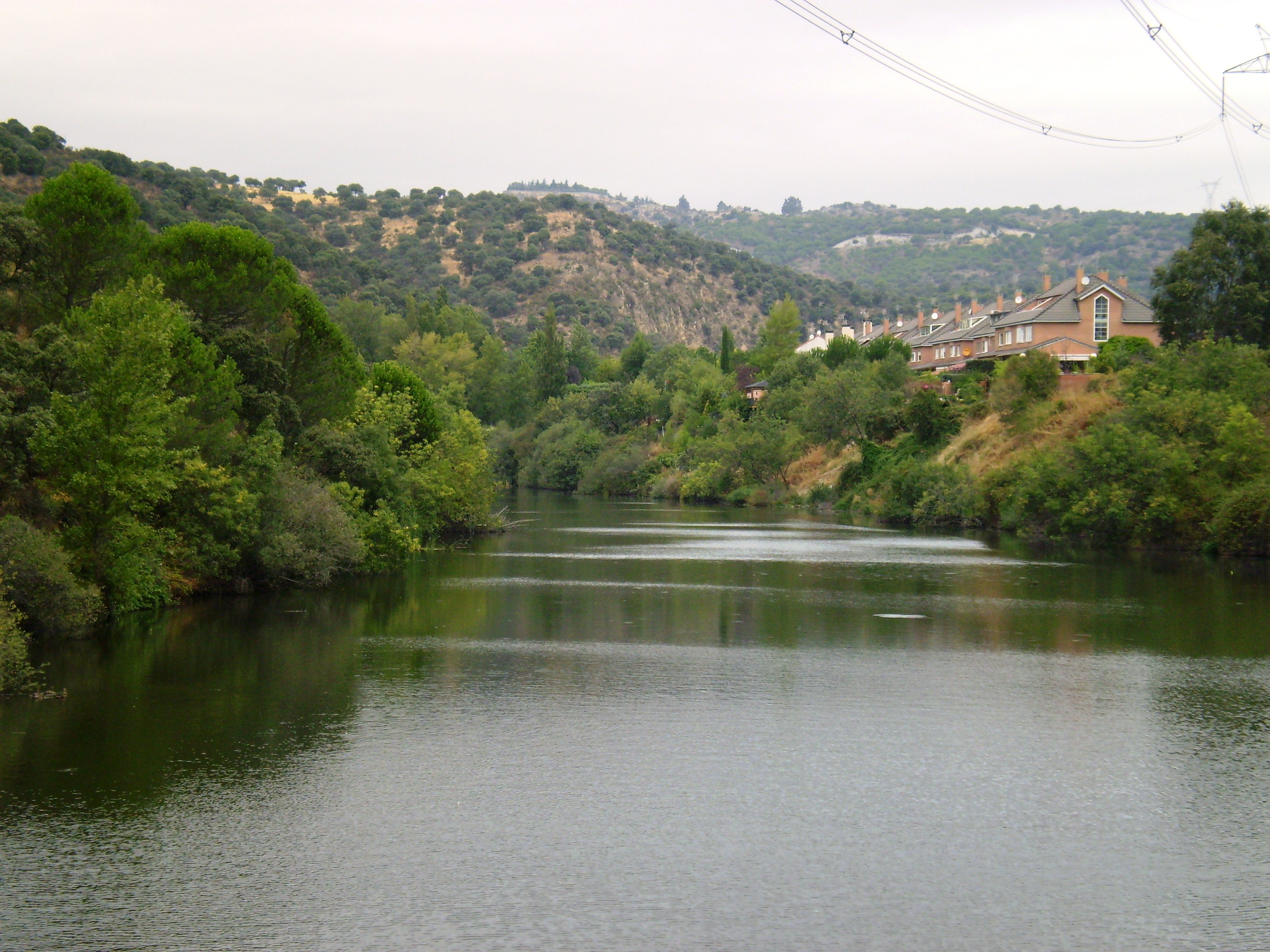
El Guadarrama, retenido en el embalse de Molino de la Hoz, en la urbanización del mismo nombre, en la Comunidad de Madrid.

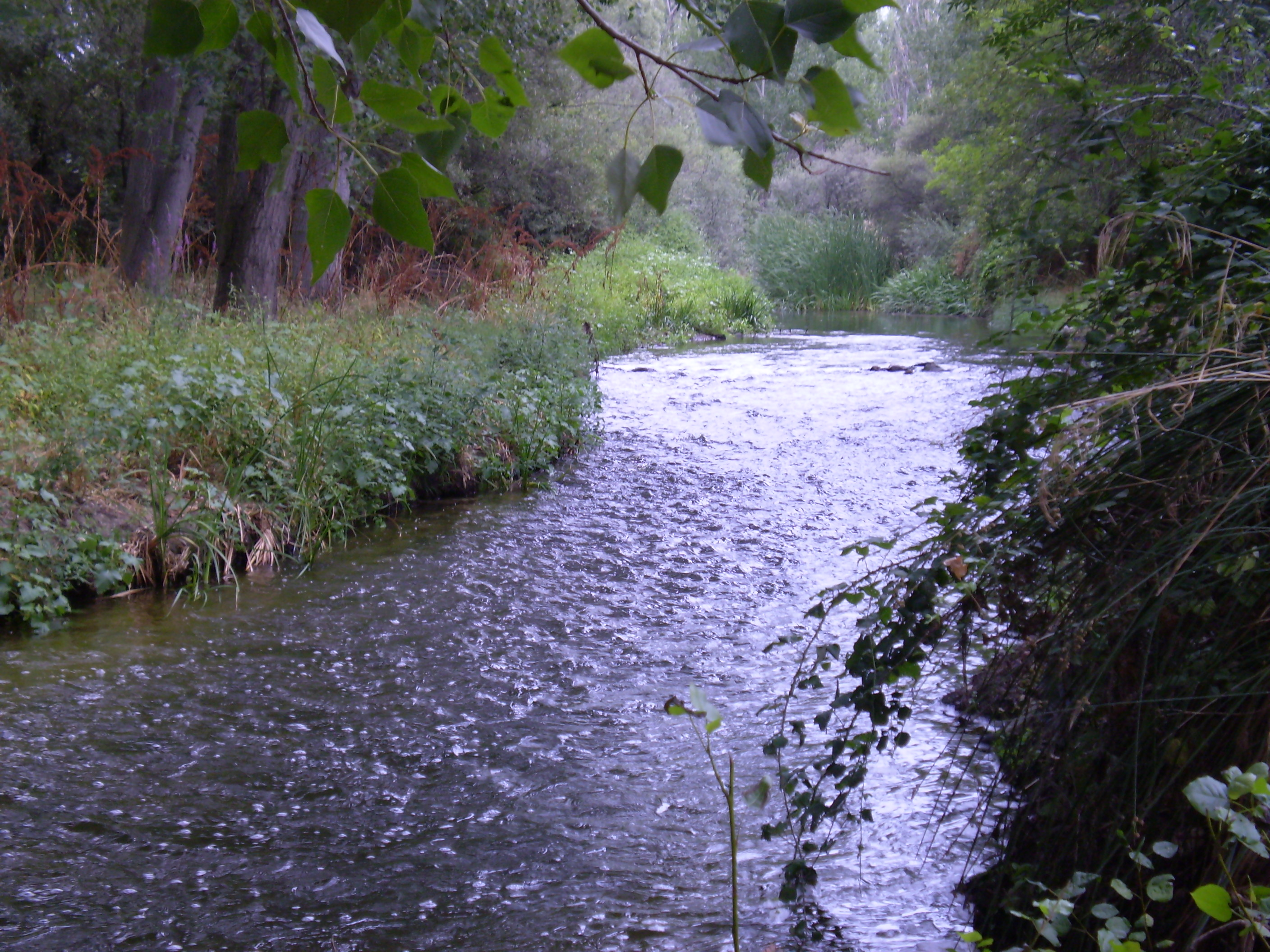
El Guadarrama, en el área recreativa Virgen del Retamar, en Las Rozas (Madrid).

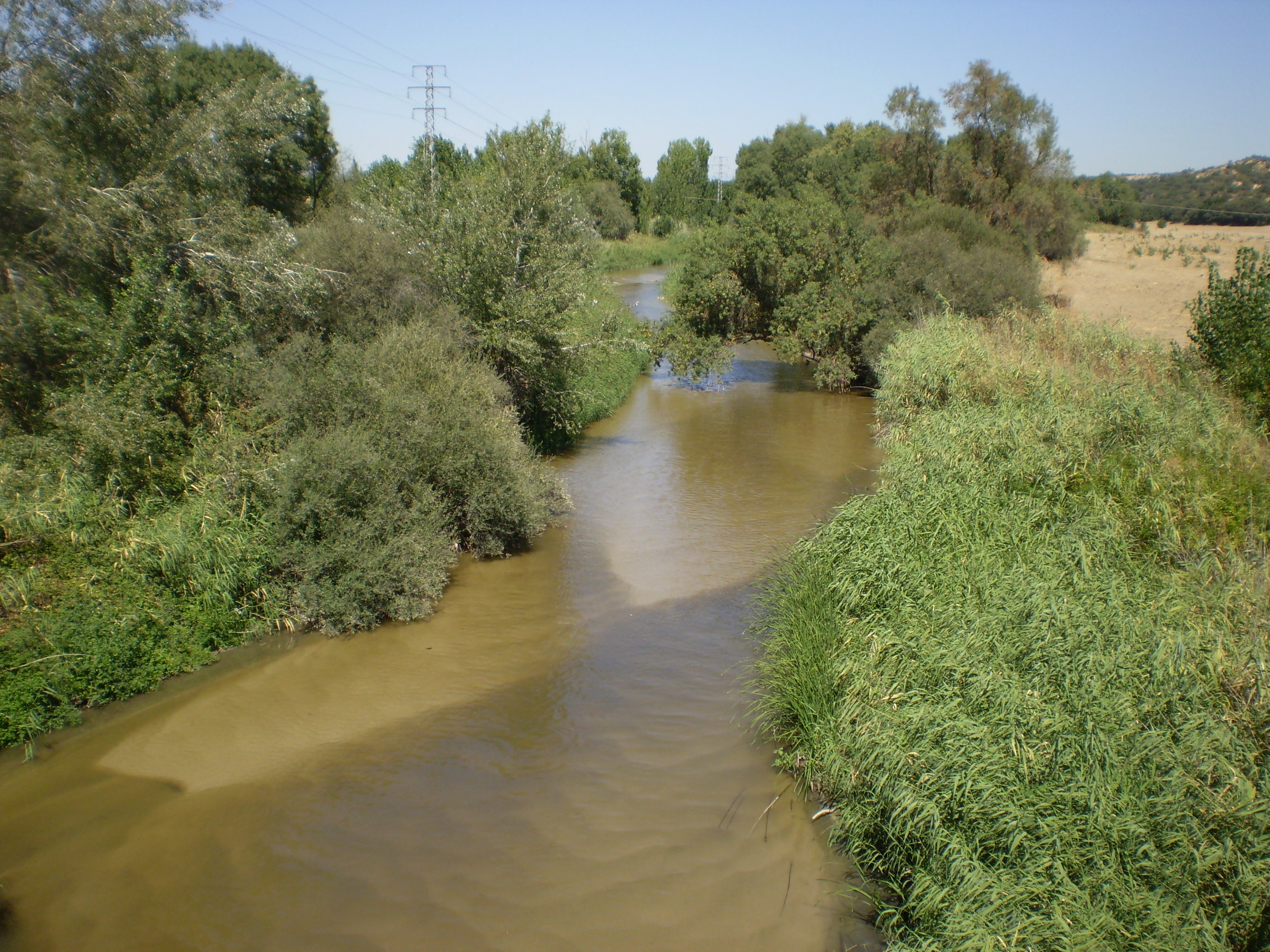
El Guadarrama, cerca de Batres (Madrid).

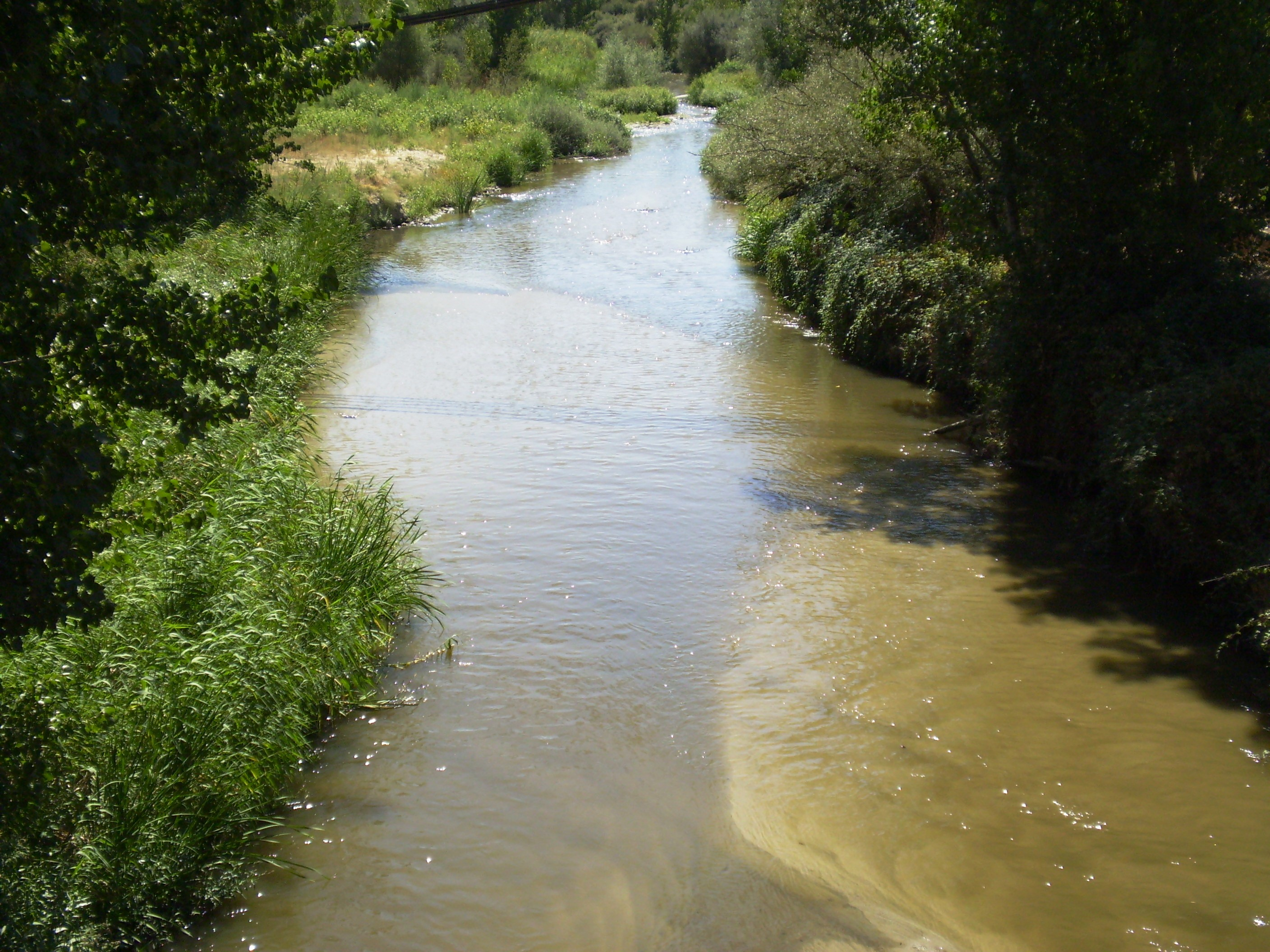
Curso medio del río, poco antes de abandonar la Comunidad de Madrid.

### Curso alto
En su primer tramo, el río discurre en dirección norte a sur, a través de los municipios madrileños de Cercedilla, donde confluye el arroyo de La Venta, Los Molinos y Guadarrama, por los que fluye cruzando su caserío. Pasada esta última localidad, toma rumbo este y recoge por la derecha las aguas de los arroyos de Guatel Primero, de Guatel Segundo y del Loco y, por la izquierda, las de los arroyos de Labajos y de Linos.
Posteriormente, se inclina hacia el suroeste, tocando los extremos de los términos de San Lorenzo de El Escorial y El Escorial, camino de Collado Villalba, donde recibe al Arroyo de La Poveda (que tiene su fuente en el cercano Cerro Cañal). Surca canalizado el casco urbano de Villalba-Estación, el principal núcleo de población de este último municipio y la localidad más importante de todas las que atraviesa urbanamente el río.

### Curso medio
El término municipal de Galapagar es su próximo destino. Aquí baña el barrio galapagueño de La Navata y transcurre paralelo al ferrocarril Madrid-Ávila-Segovia hacia el embalse de Las Nieves, donde es represado. La función de este embalse es captar aguas que se canalizan hacia el pantano de Valmayor, formado este último por el Aulencia. De este modo, se garantiza que Valmayor se encuentre permanentemente surtido, algo que no siempre es posible si solo dependiera de las aguas vertidas por el Aulencia, río caracterizado por un fuerte estiaje. 
Aún dentro del término de Galapagar, el Guadarrama recibe al arroyo de Peregrinos, que desciende desde la sierra del Hoyo de Manzanares. A unos cuatro kilómetros del citado embalse, se encuentra primero con el puente de la Alcanzorla (siglos IX-XI) y después con el Puente Nuevo (1583), mandado construir por Felipe II, dentro de la ruta que el monarca seguía hacia el Monasterio de San Lorenzo de El Escorial. Retoma entonces el sentido norte-sur, que no abandona prácticamente hasta su desembocadura.
Pasados estos puentes, desfila encajonado entre el puerto de Galapagar (por la derecha) y el Monte de El Gasco (por la izquierda), en el término de Torrelodones, donde recoge las aguas de los arroyos de La Nava y de La Torre. Forma frontera entre ambos municipios y se encuentra con algunas obras de ingeniería hidráulica realizadas en el siglo XVIII, entre ellas, las ruinas de la presa de El Gasco, proyectada en su momento como la más alta del mundo, como embalse regulador del canal del Guadarrama, nunca concluido.
Sobrepasado este punto, el Guadarrama salva la falla de Torrelodones, uno de los principales obstáculos naturales a los que se enfrenta. A esta altura, el río, que ya ha descendido a una cota de 675 m, abandona la comarca de la sierra de Guadarrama, definida geomorfológicamente por los materiales graníticos, y se adentra en terrenos arenosos, característicos de la Submeseta Sur.

En su nuevo entorno geomorfológico, cruza el término municipal de Las Rozas de Madrid, donde es retenido en el embalse del Molino de la Hoz, en la urbanización del mismo nombre. Poco después, atraviesa el Puente del Retamar, del siglo XVIII, uno de los más monumentales por los que pasa el río. Fue construido para reforzar el Camino Real de Castilla, a instancias del rey Carlos III, según proyecto de Pedro de Ribera.
Su curso es aprovechado para marcar los límites políticos de Villanueva del Pardillo y Majadahonda; de Boadilla del Monte y Villanueva de la Cañada; de Brunete y Villaviciosa de Odón; y, finalmente, de Móstoles y Villaviciosa de Odón, localidad, esta última, donde se encuentra con las ruinas del antiguo poblado árabe de Calatalifa.
Al discurrir por estos municipios, su caudal se incrementa sensiblemente: el río Aulencia, el más importante de sus afluentes, vierte sus aguas a la altura de Villanueva de la Cañada, mientras que en Brunete recibe a los arroyos de La Barranca y de Cienvallejos y en Villaviciosa de Odón recoge al arroyo de Valenoso.
Su caudal sigue creciendo a su paso por el término de Móstoles, donde le tributa el arroyo de El Soto. En su siguiente tramo, vuelve a servir de frontera entre varios municipios. Primero separa los términos de Navalcarnero y Arroyomolinos, donde se le unen los arroyos de Los Combos y de Los Regueros; después marca los límites entre Navalcarnero y Batres, donde se encuentra con los arroyos de la Fuente Juncal, Los Vegones y del Monte de Valdecarros; y, por último, dibuja la linde entre Batres y El Álamo y entre Batres, nuevamente, y Serranillos del Valle, en su adiós a la provincia madrileña.

### Curso bajo
El río se adentra en la provincia de Toledo por la comarca natural de La Sagra. En Carranque recibe las aguas de los arroyos de San Blas del Carcavón y de Overa. Después forma frontera entre los términos municipales de Carranque y Casarrubios del Monte, en donde le tributa el arroyo de La Cabeza. En El Viso de San Juan, se le unen los arroyos de Blasco Gómez, de El Batán y de Las Pozas.
Los arroyos de El Berral, de Las Chorreras y de La Pajarilla vierten sus aguas a la altura de Palomeque. En Chozas de Canales hacen lo propio los arroyos de Rocanales, de Los Guirolos, de La Oliva, de Los Membrillos, de El Vaquerizo, de El Riachuelo, de Barguitas y de Chirinos; y en Lominchar confluye el arroyo de Arancán. 
Sirve de límite natural entre Chozas de Canales y Recas, donde le aporta sus aguas el arroyo de El Soto, para cruzar después por terrenos de Yunclillos, donde convergen los arroyos de La Fuente y de Las Calderuelas.
En el término municipal de Bargas, se encuentra con los arroyos de Vallehermoso, de Camarenilla —arroyo que recibe los nombres sucesivos de Palacio, de Cantaelgallo y de Camarenilla—, de La Dehesilla, de El Almendral, de La Fuente del Plato, de Alcalvín, de La Loba y de Serranos. 
Hace frontera entre Bargas y Villamiel de Toledo y aquí se le une el arroyo de Renales. Sigue discurriendo por el término de Bargas y luego abandona su territorio para atravesar Rielves, donde confluye el arroyo de Rielves. Se adentra en tierras de Albarreal de Tajo y, finalmente, delimita este término y el de Toledo, en el que desemboca en el Tajo.

## Parque Regional del Curso Medio del Guadarrama

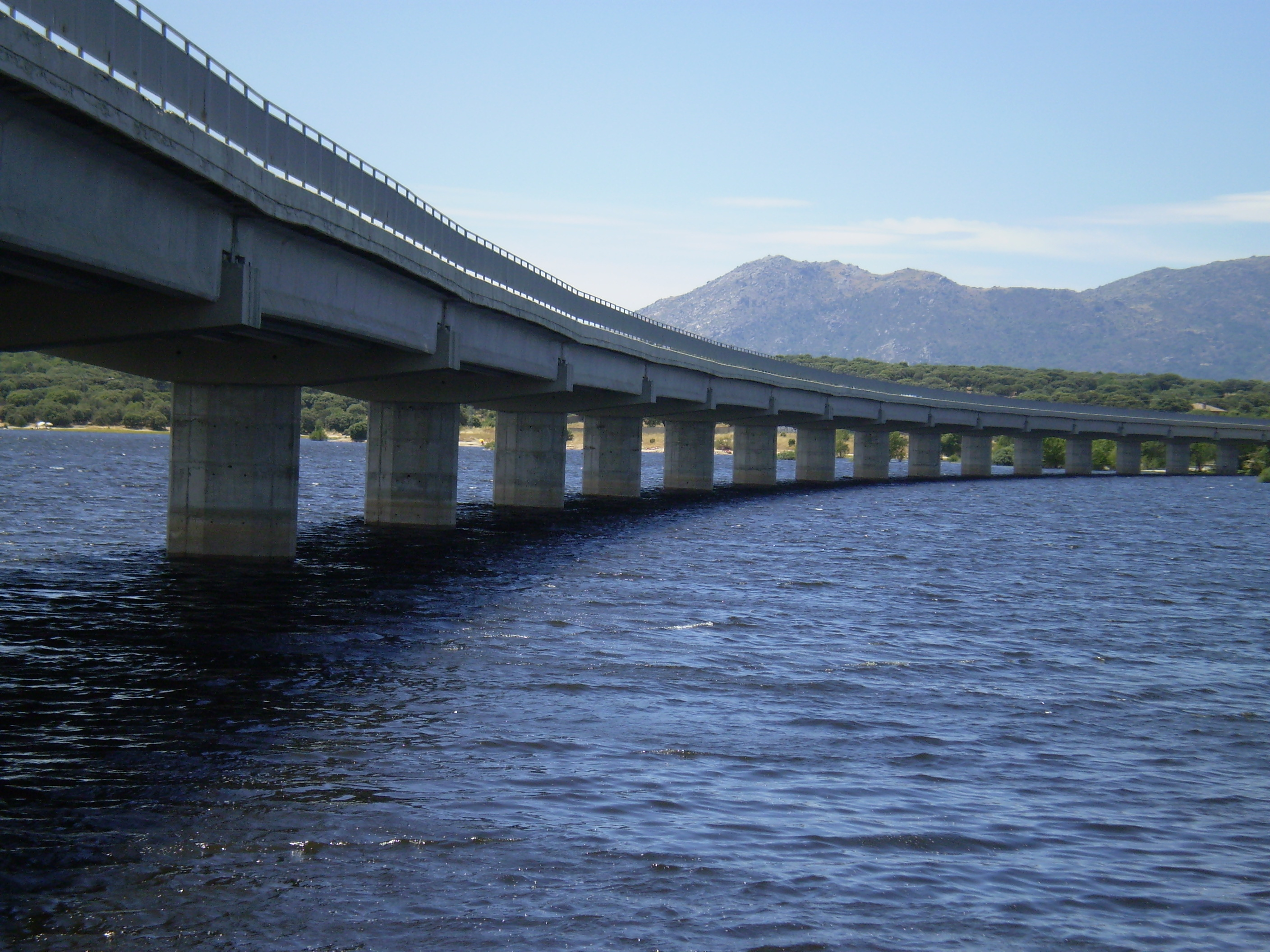
El embalse de Valmayor está integrado en el parque regional del Curso medio del río Guadarrama y su entorno. Está construido sobre el río Aulencia, pero también vierte sus aguas el Guadarrama a través de un canal artificial de trasvase.

La Comunidad de Madrid ha protegido buena parte de las riberas del río con la creación en 1999 del parque regional del Curso medio del río Guadarrama y su entorno. Este ocupa una superficie de 22 116 hectáreas, entre el término municipal de Galapagar y el de Batres —en el límite con la provincia de Toledo—, y se configura a modo de franja que discurre alrededor de diecinueve municipios. 
Está regulado por la Ley 20/1999, de 3 de mayo (B.O.C.M. 24/05/1999). Cumple una función de corredor ecológico, que intenta preservar los valores medioambientales de la zona de la presión urbanística.
El Parque presenta cinco ecosistemas principales: los sotos y riberas, los encinares, los matorrales y pastizales, las repoblaciones de pinos y los cultivos de secano. En él habitan algunas especies avícolas en peligro de extinción, como el águila imperial ibérica, además de una relevante fauna de anfibios y reptiles. Entre los mamíferos, destacan el jabalí, la gineta y el zorro.
Dentro de este Parque Regional se integran parajes de gran valor medioambiental y paisajístico, como el embalse de Valmayor, el monte de El Gasco, el encinar de Villanueva de la Cañada —donde confluyen los ríos Guadarrama y Aulencia, a los pies del castillo de Aulencia— y el monte de Batres.

## Curiosidades
El Guadarrama, que actualmente solo tiene un afluente de relevancia (el Aulencia), recibía antiguamente las aguas del Alberche. Este último río cambió de recorrido, como consecuencia del pequeño Perales, que provocó un codo de captura sobre su curso, a la altura de Aldea del Fresno (Madrid). En este punto, el Alberche gira bruscamente, mediante una curvatura de unos 180°, que dirige sus aguas directamente hacia el Tajo y no hacia el Guadarrama, como lo hacía en otros tiempos. 
Por esta razón, la cuenca del Guadarrama, que se extiende a lo largo de 1708 km², es —comparativamente con su longitud— una de las más reducidas de la vertiente meridional de la sierra de Guadarrama. La del Alberche, por ejemplo, es 2,4 veces mayor (4108 km²), a pesar de que la longitud de este río (177 km) es sólo 1,3 veces mayor que la del Guadarrama (131,8 km).